# Còlob de crinera occidental
El còlob de crinera occidental (Colobus polykomos) és una espècie de mico del Vell Món que viu en selves de plana i de muntanya, en una regió que s'estén entre Gàmbia i la Costa d'Ivori (Àfrica). El seu aliment principal són les fulles, però també s'alimenta de fruits i flors. És arborícola però s'alimenta principalment a terra. Viu en grups petits que es componen de tres o quatre femelles i entre un i tres mascles, juntament amb les seves cries. Aquests grups mantenen les distàncies gràcies a crides territorials.